# Giancarlo Bergamini
Pour les articles homonymes, voir Bergamini.
Giancarlo Bergamini est un escrimeur italien né le 2 août 1926 à Milan et mort le 4 février 2020.

## Carrière
Giancarlo Bergamini obtient aux Jeux olympiques d'été de 1952 à Helsinki la médaille d'argent de fleuret par équipe et termine huitième du tournoi individuel. En 1956  à Melbourne, il est médaillé d'argent de fleuret individuel et champion olympique par équipe,.